# Liste zweihändig zu führender Hieb-, Stich-, Schlag- und Stoßwaffen
In dieser Liste sind Arten von zweihändig geführten Hieb- und Stichwaffen sowie Schlagwaffen und Stoßwaffen aufgeführt. Die Einteilung erfolgt nach den Herkunftsregionen. Bitte beachten, dass manche Waffen sowohl als ein- als auch zweihändige Versionen existieren. Zweihänder sind eine typische meist als europäisch verstandene Gruppe. Diese Liste erhebt keinen Anspruch auf Vollständigkeit. Eine alternative Systematik findet sich in Liste von historischen Waffen nach Herkunftsregion und Ethnien. Eine Sammlung von Listen zu Hieb- und Stichwaffen findet sich in der Liste der Listen der Hieb-, Stich-, Schlag- und Stoßwaffen.

## Afrika
- Yaka-Schwert

## Amerika

### Mittelamerika
- Obsidianschwert

### Nordamerika
- Gewehrschaft-Keule

### Peru
- Asháninka-Keule

### Südamerika
- Sapakana

## Asien

### China
- Chinesisches Richtschwert (langes Heft)
- Dadao
- Jian

### Indien
- Assam-Zweihänder
- Indisches Hiebschwert
- Manople
- Naga-Zweihandschwert
- Tabar Zin

### Japan
- Bokutō
- Dōtanuki
- Fukuro Shinai
- Guntō
- Iaitō
- Katana
- Nagamaki
- Naginata
- Ninjatō
- Ōdachi
- Ōtsuchi
- Tachi
- Wēku
- Yari Tanto

### Unbekannte Provenienz, Asien
- Chai dao

## Europa
- Anderthalbhänder
- Berdysch
- Claymore
- Dänenaxt
- Falx
- Flamberge
- Glefe
- Großes Messer
- Hasta
- Hellebarde
- Kriegshammer
- Langschwert
- Lochaber-Axt
- Mordaxt
- Panzerbrecher
- Pike
- Richtschwert
- Rhopalon
- Rabenschnabel
- Romphaia
- Sarissa
- Sarrass
- Sauschwert
- Shillelagh
- Stangenwaffen
- Spatha (Schwert)
- Streitaxt
- Streithammer
- Warbrand

## Ozeanien

### Australien
- Me-Yarr-Oll

### Borneo
- Kampilan
- Parang-Latok
- Parang-Pandit
- Sumpitan

### Burma
- Dha
- Kachin Dha

### Fidschi
- Cali
- Culacula
- Gugu
- Kinikini
- Sali
- Satall
- Vunikau

### Französisch-Polynesien
- U'u

### Indonesien
- Arit
- Gadoobang
- Gajang
- Toa
- Tebutje

### Malaysia
- Piso-Raout

### Neuseeland
- Taiaha
- Hoeroa
- Pouwhenua

### Philippinen
- Panabas
- T’Boli-Schwert

### Salomonen
- Qauata
- Salomonen-Keule

### Samoa
- Stahl Nifo Oti

### Tonga
- Apaʻapai

### Vanuatu
- Vanuatu-Kriegskeule